# Valdés (poluotok)
Poluotok Valdes (šp.: Península Valdés) je poluotok atlantske obale sjeveroistočnog dijela argentinske pokrajine Chubut (Patagonija). Poluotok, koji se pruža oko 100 km istočno u ocean, ima površinu od 3.625 km² i 400 km obale prepune stjenovitih zaljeva, plitkih uvala, laguna, pješčanih plaža, blatnih obala i otočića. U potpunosti je pretvoren u rezervat prirode, osnovan kako bi se zaštitila njegova jedinstvena svjetska populacija morskih sisavaca. Zbog toga je 1999. godine poluotok Valdes upisan je na UNESCO-ovu popisu mjesta svjetske baštine.

## Bioraznolikost
Najprisutnije vrste morskih sisavca su južni morski lav (Otaria flavescens), južni morski slon (Mirounga leonina) i tuljan krznaš (Arctocephalus australis). Na njegovim obalama obitava najsjevernija populacija južnih morskih slonova koja broji preko 1000 jedinki i jedina je populacija u svijetu koja se povećava. No poluotok Valdes je i važno rasplodno mjesto ugroženih vrsta kao što je južni glatki kit (Eubalaena australis). 
Također, u njegovim vodama su orke razvile jedinstvenu strategiju lova koju su prilagodile lokalnim obalnim uvjetima. Naime, orke se sjure u plitke vode plaže Valdésto kako bi zgrabile mlade morske lavove i morske slonove, često izbacujući tijelo u potpunosti na obalu.
Velika raznolikost ptica (181 vrsta od kojih je 66 vrsta selica) na poluotoku se javlja na međuplivnim ravnim muljevitim obalama i obalnim lagunama. Mageljanov pingvin je najbrojnija vrsta s gotovo 40.000 aktivnih gnijezda raspoređenih među pet različitih kolonija. Na otoku se mogu pronaći i južnoamerički nojevi, nandui.
Kopneni sisavci su također u izobilju, poput velikih stada gvanaka i mara, argentinskog endema koji je ugrožen u drugim dijelovima zemlje.
- Južni glatki kit
- Mageljanov pingvin (Spheniscus magellanicus)
- Patuljasti pasanac (Zaedyus pichiy)
- Gvanako na poluotoku Valdesu
- Morski lavovi na obali poluotoka Valdesa

## Vajske poveznice
- Chile - Argentina 2000: Peninsula Valdez (engleski). caracara.org. 2000. Pristupljeno 1. kolovoza 2012.
- El Portal de Puerto Pirámides (Puerto Pirámides, službena stranica) (španjolski). Pristupljeno 1. veljače 2010.